# 秋田市交通局

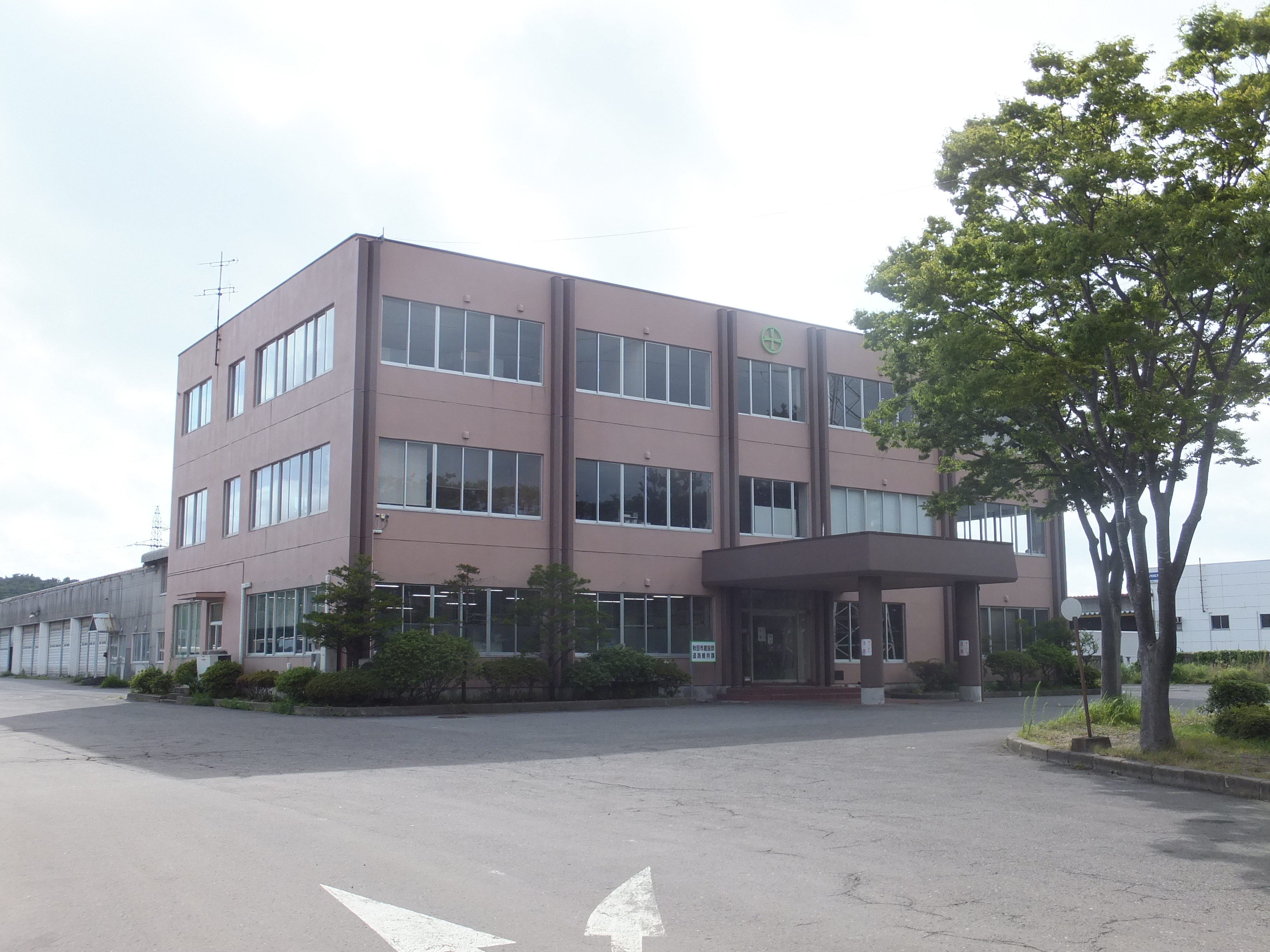
旧・秋田市交通局舎（2015年8月）

秋田市交通局（あきたしこうつうきょく）は、かつて秋田県秋田市に存在した地方公営企業である。
秋田市内を中心に路面電車（秋田市電）事業を1966年（昭和41年）3月まで（前年12月に休止）、バス事業を2006年（平成18年）3月まで行っていた。

## 概要
秋田市の4公営企業（水道局・ガス局・交通局・市立病院）の一つであった（この中で現存するのは2014年に独法化した市立秋田総合病院のみで、水道局は改組の上で2005年4月より秋田市上下水道局となり、ガス局は東部瓦斯に業務移管し廃止されている）。
1990年代までは精力的な営業展開（車内のハイバックシート・デザイナー作成の路線カラー・AT車の積極導入・液晶式方向幕の導入等）を行っていたが、輸送人員の減少や市の財政難などからバス事業も2005年度の全面廃止が決定され、秋田市と秋田中央交通との、残る3路線4系統の移管協定調印が行われた。
かねてから秋田中央交通とは回数乗車券を共通利用し、両者発行分ともに、両事業者名の連名にて記載がなされていたが、交通局発行分（黄）は廃止と同時に使用不可となるため、交通局営業の最末期には、秋田中央交通発行の回数券（当時はピンクで統一）を交通局のバス乗務員が販売していた。
2006年（平成18年）3月31日の営業終了後をもって廃止し、発足から約65年の歴史に幕を下ろした。これにより、秋田市内を運行する路線バス（高速バスを除く）は秋田中央交通と羽後交通の2事業者のみとなった。

## 沿革

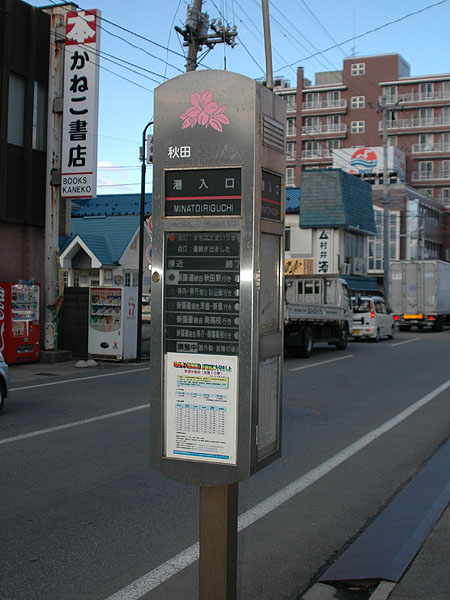
バスロケーションシステムの最新型

- 1889年（明治22年）7月14日 - 秋田馬車鉄道（のち秋田電気軌道）の最初の区間として新大工町 - 土崎間が開業。
- 1923年（大正12年）- 秋田電気軌道が秋田～土崎間、秋田～牛島間、秋田～新屋間で乗合バスの運行を始める。
- 1941年（昭和16年）4月1日 - 秋田市交通課発足。秋田電気軌道より事業を譲り受ける。
- 1945年（昭和20年）9月21日 - 秋田市運輸課へ改称。
- 1951年（昭和26年）4月1日 - 秋田市交通局へ改組され、電車課、自動車課を新設。
- 1958年（昭和33年）7月1日 - 交通局が駅前山甚ビルから保戸野寺の腰に移転。
- 1962年（昭和37年）
  - 3月30日 - 南営業所開設。
  - 12月15日 - 北営業所開設。
- 1964年（昭和39年）- ワンマンバス導入。
- 1965年（昭和40年）12月31日 - 秋田市電秋田駅～広小路～大町～土崎間がこの日限りで休止となる。
- 1966年（昭和41年）3月31日 - 秋田市電が正式に廃止となる。
- 1980年（昭和55年）
  - 7月13日 - 交通局を保戸野鉄砲町から寺内字蛭根に移転。
  - 初代ワンロマ車導入。
- 1981年（昭和56年）12月 - バスロケーションシステム試験開始。
- 1983年（昭和58年）- 秋田駅前案内所を設置。
- 1985年（昭和60年）- 2代目ワンロマ車導入。
- 1987年（昭和62年）
  - 3月31日 - 北営業所を廃止。
  - 4月1日 - 東営業所を手形字西谷地から広面字鍋沼に移転。
- 1992年（平成4年）- 3代目ワンロマ車導入（このとき導入したのは秋田八景カラーという特別塗装だった）。
- 1993年（平成5年）
  - 3月31日 - 南営業所を廃止。
  - 4月1日 - 旧南営業所が新屋案内所となる。
  - 最初のワンステップバス導入。
- 1998年（平成10年）3月31日 - 貸切観光バス業務から撤退。
- 2000年（平成12年）4月1日 - 土崎地区の一部路線を秋田中央交通へ移管。
- 2001年（平成13年）
  - 3月31日 - 東営業所を廃止。
  - 4月1日 - 土崎・牛島地区など16路線40系統を秋田中央交通へ移管。旧東営業所が秋田中央交通秋田東営業所となる。
- 2002年（平成14年）
  - 3月31日 - 新屋案内所を廃止。
  - 4月1日 - 新屋地区の8路線29系統を秋田中央交通へ移管。旧新屋案内所が秋田中央交通秋田営業所新屋案内所(2005年4月より臨海営業所管轄に変更)となる。
- 2003年（平成15年）4月1日 - ミニバス路線を秋田中央交通へ移管。
- 2004年（平成16年）4月1日 - 秋田温泉線などを秋田中央交通へ移管。
- 2005年（平成17年）4月1日 - 外旭川地区の3路線8系統を秋田中央交通へ移管。在籍車両がすべてAT車となる。交通局構内に秋田中央交通臨海営業所を併設し、交通局線系統を秋田中央交通との共同運行化。
- 2006年（平成18年）
  - 3月31日 - 秋田市交通局廃止。
  - 4月1日 - 残る3路線4系統を秋田中央交通へ移管。

## かつて秋田市交通局所属だった路線

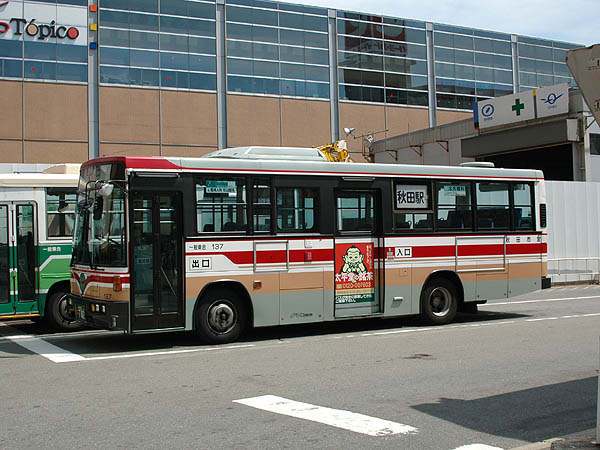
秋田市交通局車両、秋田駅にて

旧路線名称での表示。現行は秋田中央交通を参照。
- 山王線（現在の県庁中央交通線<八橋回り>に該当）

コース

秋田駅→県庁市役所→文化会館・八橋球場前→臨海十字路→クリスマス電球（現：大川反）→たけや製パン前→血液センター前→クリスマス電球→県庁市役所→秋田駅（5本該当）
- 新港線（4系統）
  - 新港線
  - 南高校止まり新港線
  - 新屋案内所経由新屋高校止新港線
  - 県庁市役所経由交通局前止新港線
- 将軍野線（7系統）
  - 通町・寺内経由市民生協発止将軍野線
  - 県庁市役所経由将軍野線（上りのみ）
  - 新国道経由将軍野線（上りのみ）
  - 飯島北発将軍野線
  - 県庁・寺内・サンパーク経由組合病院発止将軍野線
  - 新国道経由サンパーク経由組合病院発止将軍野線
- 添川線
- 経済法科大学線（6系統）
  - 旭北錦町・秋田駅前発手形経由経済法科大学線
  - 県庁市役所・秋田駅前発手形経由経済法科大学線
  - 県庁市役所・秋田駅前発止明田経由経済法科大学線
  - 秋田駅前発止築地経由経済法科大学線
  - 交通局止経済法科大学線
  - 駅東口発明田経由経済法科大学線
- 広面御所野線（2系統）
  - 広面御所野線
  - 御所野学院経由広面御所野線
- 手形山経由大学病院線（2系統）
  - 手形山経由大学病院線
  - 手形山西町経由大学病院線　
  - 交通局発止手形山経由大学病院線
  - 交通局発止手形山西町経由大学病院線
- 秋田温泉線（4系統）
  - 秋田温泉線
  - 秋田高校入口経由秋田温泉線
  - 交通局前発添川線
  - 交通局前止秋田温泉線（秋田駅経由なし）
- 仁別リゾート公園線（7系統）
  - 仁別リゾート公園線
  - 仁別止仁別リゾート公園線
  - 森林学習館発止仁別リゾート公園線
  - 自然学習センター発止仁別リゾート公園線
  - 交通局前発止仁別リゾート公園線
  - 交通局前発止森林学習館行仁別リゾート公園線
  - 交通局前発止自然学習センター行仁別リゾート公園線
- 東営業所線（2系統）
  - 秋田駅前発止城東消防署経由秋田東営業所線
  - 駅東口発止秋田東営業所線
- 新屋日赤病院線（2系統）
  - 新屋日赤病院線
  - 御所野学院経由新屋日赤病院線
- 土崎線（3系統）
  - 新国道経由土崎線
  - 県庁・寺内経由土崎線
  - 臨海経由土崎線
- 御野場団地線（7系統）
  - 牛島経由御野場団地線
  - 交通局発止・牛島経由（直通）御野場団地線
  - 交通局発止県庁市役所・牛島経由御野場団地線
  - 仁井田中丁発牛島・県庁市役所経由交通局行御野場団地線
  - 柳原経由御野場団地線
  - 南高校発止御野場団地線
  - 茨島経由御野場団地線
- 南高校経由大住線（牛島西四丁目発止）
- 上北手線（2系統）
  - 城南中学校経由上北手線
  - 牛島小学校経由上北手線
- 茨島・牛島環状線（2系統）
  - 牛島回り茨島・牛島環状線
  - 大橋回り茨島・牛島環状線
- 楢山大回り線
  - 通町・旭南回り
  - 南通・楢山回り
- 二ッ屋福島線
  - 二ッ屋福島線
  - 南高校発二ッ屋福島線
  - 交通局止県庁市役所経由二ッ屋福島線
- 川尻割山線（3系統）
  - 川尻・割山線
  - 県庁経由川尻・割山線
  - 船場町経由川尻・割山線
  - 商業高校経由川尻・割山線
- 新屋線（4系統）
  - 新屋線
  - 新屋高校発止新屋線
  - 大森山公園発止新屋線
  - 卸町経由新屋線
- 新屋西線(3系統）
  - 県庁市役所前・栗田県営住宅経由新屋西線
  - 県庁市役所前経由新屋西線
  - 臨海十字路・県庁市役所前経由新屋西線
- 山王商業高校線
- 豊岩線（3系統）
  - 豊岩線
  - 湯野目経由豊岩線
  - 小山回転地発止豊岩線
  - 新屋高校線
- 下浜線（3系統）
  - （旧国道経由）下浜線
  - 浜田経由下浜線
  - 羽川発止下浜線
- 浜田線
  - 浜田回転地発止浜田線
  - 大森山公園線
- 駅東線（3系統）
  - 駅東線
  - 境田上丁発止駅東線
  - 交通局止南通・県庁市役所経由駅東線
- 桜ヶ丘線（4系統）
  - 西口発築地・桜ヶ丘経由梨平止桜ヶ丘線
  - 西口発太平台止桜ヶ丘線
  - 交通局発太平台止桜ヶ丘線
  - 東口発築地・桜ヶ丘経由梨平止桜ヶ丘線
- 城東消防署経由大学病院線
- 中北手線
- 泉山王環状線（4系統）
  - 泉回り泉山王環状線
  - 山王回り泉山王環状線
  - 新川向経由泉回り泉山王環状線
  - 新川向経由山王回り泉山王環状線
- 神田土崎線（3系統）
  - 組合病院線
  - 神田土崎線
  - 自衛隊入口発神田土崎線
- 神田旭野線（2系統）
  - 神田旭野線
  - 神田交通局線
- 神田組合病院線（2系統）
  - 神田組合病院線
  - 土崎駅前発止笹岡経由神田組合病院線
- 交通局線（2005年4月1日から秋田中央交通と共同運行）
- 県立プール線
  - 県立プール線
  - スケート場経由県立プール線（冬季のみ）
- 泉秋操線

## 営業所・案内所
中央営業所
- 交通局本庁と併設。2005年（平成17年）4月1日からは秋田中央交通臨海営業所と併設。
- 2006年（平成18年）3月31日限りで廃止。翌日より秋田中央交通臨海営業所が単独使用。

北営業所
- 1987年（昭和62年）3月31日限りで廃止。

新屋案内所
- 1993年（平成5年）4月1日、南営業所から格下げ。
- 2002年（平成14年）3月31日限りで廃止。翌日より秋田中央交通新屋案内所として使用。現在は建物は取り壊され、跡地に秋田市西部市民サービスセンターが建設され、秋田中央交通・秋田中央トランスポートのバスターミナルが併設されている（案内所窓口は秋田中央交通のみ設置）。

東営業所
- 2001年（平成13年）3月31日限りで廃止。翌日より、秋田中央交通秋田東営業所となったが、現在は同社秋田営業所に統合され廃止。建物は取り壊された。